# Grand Prix automobile de Belgique 1968
GP précédent GP suivant
Le Grand Prix de Belgique 1968 (XXVIIIe Grand Prix de Belgique / XXVIII Grote Prijs van Belgie), disputé sur le circuit de Spa-Francorchamps le 9 juin 1968, est la cent-soixante-cinquième  épreuve du championnat du monde de Formule 1 courue depuis 1950 et la quatrième manche du championnat 1968.

## Contexte avant la course

### Le championnat du monde

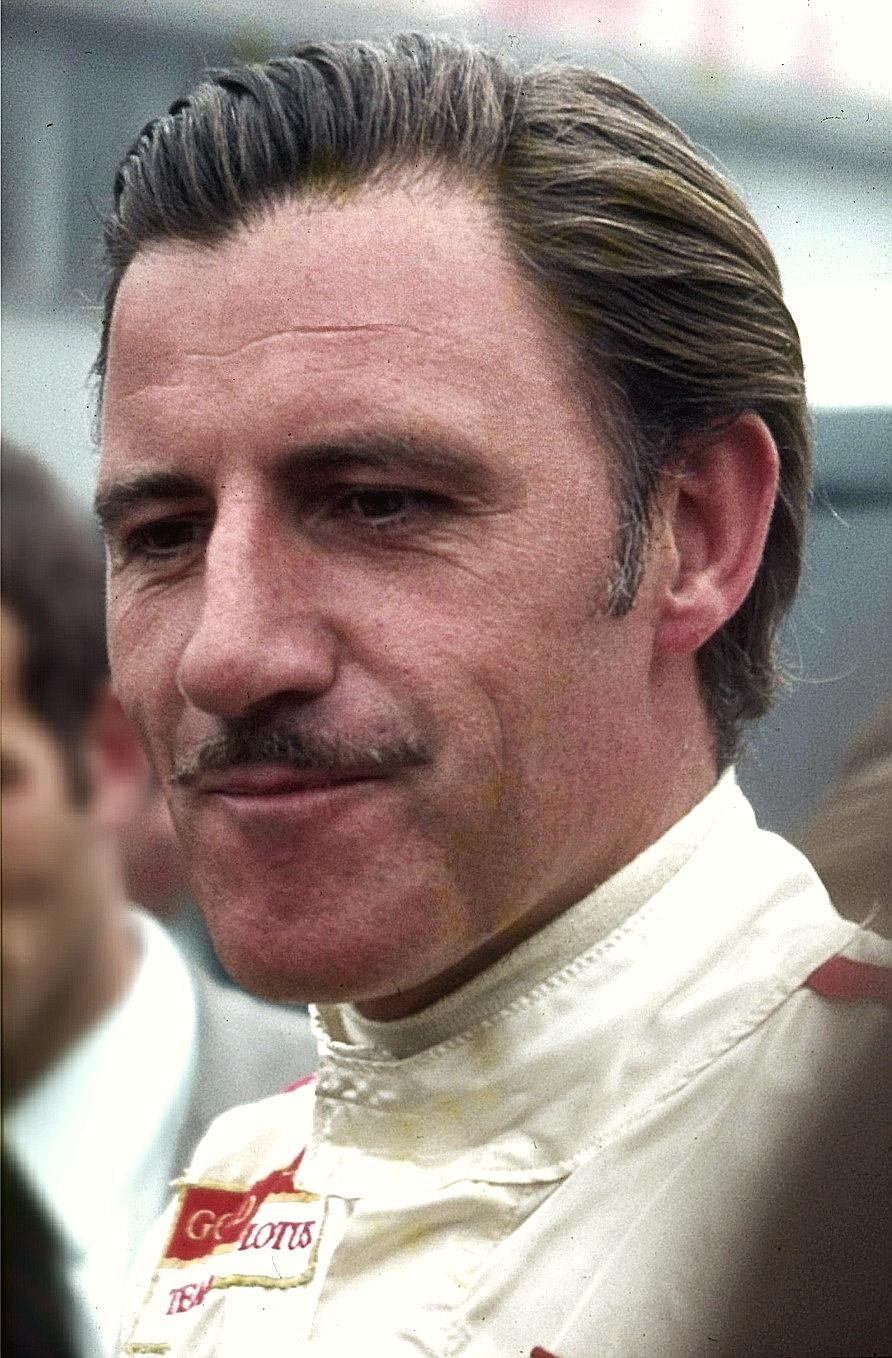
Avec deux victoires et une deuxième place en trois courses, Graham Hill a pris une sérieuse option sur le championnat du monde 1968 des conducteurs.

La saison 1968 est la troisième disputée sous la réglementation trois litres pour les monoplaces à moteur atmosphérique, avec également possibilité d'utilisation de moteurs suralimentés, un coefficient deux étant alors appliqué pour la cylindrée (soit un maximum de 1 500 cm3 en cas d'utilisation d'un compresseur volumétrique ou d'un turbocompresseur). La réglementation s'appuie sur les points suivants :
- pas de cylindrée minimale
- cylindrée maximale : 3 000 cm3 si moteur atmosphérique ou 1 500 cm3 si moteur suralimenté
- poids minimal : 500 kg (à sec)
- roues non carénées
- double circuit de freinage obligatoire
- arceau de sécurité obligatoire (le haut du cerceau devant dépasser le casque du pilote)
- démarreur de bord obligatoire
- carburant commercial obligatoire
- ravitaillement en huile interdit durant la course
- distance minimale d'un Grand Prix : 300 km (à l'exception du GP de Monaco)
- distance maximale d'un Grand Prix : 400 km
- distance minimale pour être classé : 90% de la distance parcourue par le vainqueur

D'autre part, la Commission Sportive Internationale (CSI) autorise désormais l'apparition de publicité extra-sportive sur les voitures de course, aussi des annonceurs autres que les habituels pétroliers ou manufacturiers pourront-ils figurer sur les carrosseries.
Malgré la disparition de Jim Clark lors d'une course de Formule 2 à Hockenheim, le début de saison a été marqué par la domination des Lotus, l'équipe britannique ayant remporté les trois premiers Grands Prix du championnat ; vainqueur en Espagne et à Monaco, Graham Hill a pris le relais de son regretté coéquipier et compte déjà quatorze points d'avance sur le champion en titre, Denny Hulme.

### Le circuit
Utilisé depuis 1921 pour l'organisation de courses motocyclistes ou automobiles, le tracé de quatorze kilomètres par les routes reliant Francorchamps, Malmedy et Stavelot est l'un des plus rapides d'Europe, les 300 km/h étant largement dépassés par les monoplaces de Formule 1 dans la descente de Masta. Il ne comprend qu'un seul virage «lent» (l'épingle de la source), les autres courbes se prenant à haute vitesse, comme celle de Stavelot, négociée aux alentours de 240 km/h. Les principaux évènements annuels s'y déroulant sont, en dehors du Grand Prix de Belgique, les 1000 km de Spa (épreuve d'endurance automobile), les 24 Heures de Spa (course de voitures de tourisme) et le Grand Prix moto de Belgique. Le record officiel du circuit est détenu par l'Américain Dan Gurney, auteur sur son Eagle d'un tour à plus de 239,5 km/h lors de sa chevauchée victorieuse au Grand Prix de Belgique 1967.

## Monoplaces en lice
- Brabham BT26 "Usine"

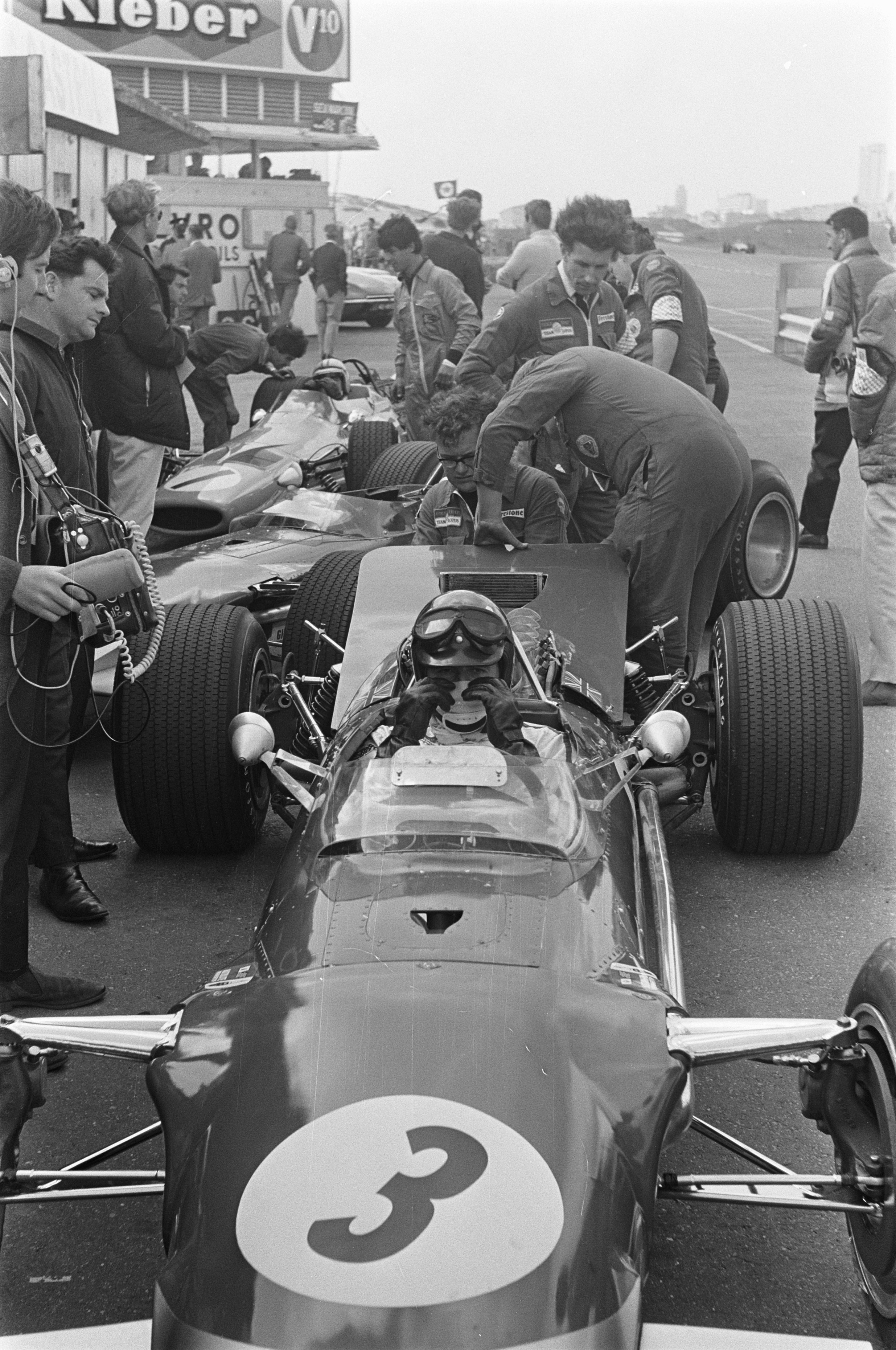
La Lotus 49B de Graham Hill, vue ici devant les stands de Zandvoort.

Jack Brabham et son coéquipier Jochen Rindt disposent tous deux des récentes BT26, dotées du moteur V8 Repco à doubles arbres à cames en tête, avec distribution à quatre soupapes par cylindre, développant 400 chevaux à 8500 tr/min. Conçues par Ron Tauranac, les Brabham sont les seules monoplaces à châssis multitubulaire du plateau, toutes leurs concurrentes ayant une structure monocoque. Équipées d'une boîte de vitesses Hewland FG400 à cinq rapports, elles pèsent environ 530 kg. Elles sont désormais pourvues d'un aileron arrière et de deux volets à l'avant, leur conférant de l'appui aérodynamique à haute vitesse. Les Brabham utilisent des pneus Goodyear.
- Brabham BT20 privée

L'ancien champion de Suisse Charles Vögele a engagé sa Brabham BT20, confiée à son compatriote Silvio Moser. Il s'agit de l'ancienne voiture d'usine auparavant utilisée par Denny Hulme, qui avait à son volant remporté le Grand Prix de Monaco 1967. Elle est animée par une ancienne version du V8 Repco (simples arbres à cames en tête, deux soupapes par cylindre, 315 chevaux) et chaussée de pneus Goodyear.
- Lotus 49B "Usine"

Au sein du Team Lotus, la 49B victorieuse à Monaco est une nouvelle fois attribuée à Graham Hill, Jackie Oliver étrennant une monoplace flambant neuve, en tout point identique. Leur moteur V8 Cosworth DFV comporte deux doubles arbres à cames en tête, avec quatre soupapes par cylindre. Alimenté par injection indirecte Lucas, il délivre 415 chevaux à 9200 tr/min. La structure monocoque se terminant à l'arrière du cockpit sur lequel est boulonné directement le V8, qui porte le train arrière et la boîte Hewland FG400. Les deux voitures comportent deux mini ailerons réglables à l'avant et un capot arrière profilé intégrant un becquet aérodynamique. Elles pèsent 505 kg à vide et sont équipées de pneus Firestone.
- Lotus 49 privée

Joseph Siffert pilote la Lotus 49 du Rob Walker Racing Team. Il s'agit de l'ancienne voiture d'usine de Jim Clark, dotée d'un V8 Cosworth et d'une boîte cinq vitesses ZF. Légèrement plus courte que les 49B officielles, elle n'est pas pourvue d'appendices aérodynamiques et ne pèse que 500 kg. Siffert utilise des pneus Firestone.
- Cooper T86B "Usine"

Le projet de la monoplace à moteur Alfa Romeo a pris du retard et l'équipe de John Cooper aligne ses habituelles T86B à moteur V12 BRM (développant 380 chevaux à 10000 tr/min) pour Brian Redman et Lucien Bianchi, ce dernier remplaçant Ludovico Scarfiotti, retenu par Porsche pour la course de côte de Rossfeld. Pour l'épreuve belge, les deux voitures ont été dotées de volets aérodynamiques à l'avant. La transmission est assurée par une boîte cinq vitesses Hewland. Elles pèsent 545 kg à vide et sont chaussées de pneus Firestone.
- Honda RA301 "Usine"

Le constructeur japonais n'engage toujours qu'une seule voiture, confiée à John Surtees. Apparue en Espagne, la RA301 a un châssis monocoque constitué de tôles d'alliage léger rivetées. Son moteur V12 à doubles arbres à cames en tête et 48 soupapes est alimenté par injection indirecte et développe 420 chevaux à 11000 tr/min. Pesant environ 550 kg, la Honda utilise des pneus Firestone.
- Ferrari 312/67 & 312/68 "Usine"

La Scuderia Ferrari aligne trois 312, deux modèles '67' pour Chris Amon et Jacky Ickx et un modèle '68' qui fait office de mulet. La dernière version ne diffère des deux autres monoplaces que par l'implantation légèrement abaissée de son moteur. Elle pèse cinq kilos de moins (505 contre 510 pour la version précédente). Les mécaniques sont toutes identiques, le moteur V12 à doubles arbres à cames en tête et 48 soupapes, alimenté par injection indirecte Lucas, développant 410 chevaux à 10800 tr/min. Les trois voitures apparaissent avec deux petits volets triangulaires à l'avant et un aileron fixe monté sur le châssis au niveau du train arrière. Les Ferrari sont équipées de pneus Firestone.
- BRM P126 & P133 "Usine"

Après sa belle prestation monégasque, Richard Attwood a été titularisé pour le reste de la saison dans l'équipe BRM, secondant Pedro Rodríguez. Le Britannique dispose de la P126 avec laquelle il avait terminé deuxième en principauté, tandis que son coéquipier mexicain pilote son habituelle P133. Les deux voitures sont pratiquement identiques, la P133 ayant étant construite dans l'usine de Bourne alors que la P126 qui lui a servi de modèle, initialement destinée à la Formule Tasmane, avait été réalisée dans les ateliers de son concepteur Len Terry. Le V12 qui anime ces monoplaces de 550 kg est le même que celui qui équipe les Cooper, mais il est poussé à 400 chevaux à 10000 tr/min. La transmission est assurée par une boîte «cinq» Hewland DG300. Rodríguez est contractuellement lié à Goodyear alors qu'Attwood roule sur pneus Dunlop.
- BRM P126 privée

Au sein du Reg Parnell Racing, Piers Courage dispose d'une BRM P126 identique à celle d'Attwood et également chaussée de pneus Dunlop.
- Eagle T1G "Usine"

Dan Gurney avait engagé son Eagle T1G à moteur V12 mais les nombreuses casses mécaniques rencontrées lors des courses précédentes l'ont incité à déclarer forfait en Belgique, concentrant les efforts de son équipe sur une évolution du moteur.
- McLaren M7A "Usine"

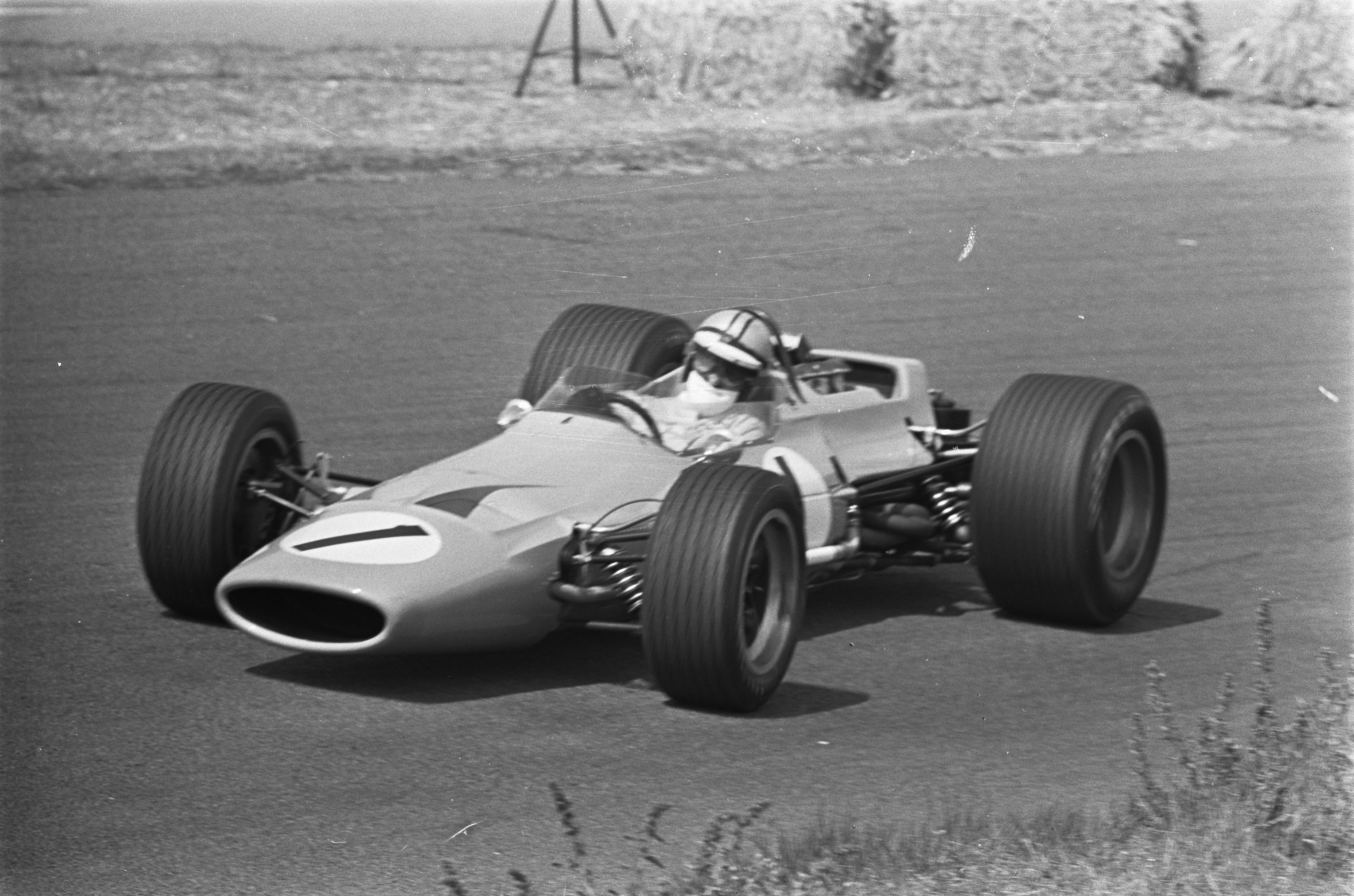
La McLaren M7A de Denny Hulme.

Bruce McLaren étrenne une M7A flambant neuve, son coéquipier Denny Hulme pilotant sa monoplace habituelle, qu'il utilise depuis le début de la saison européenne et avec laquelle il a remporté l'International Trophy. Si les deux monoplaces sont extérieurement semblables, celle de McLaren bénéficie toutefois de demi-arbres et de cardans plus solides, identiques à ceux des modèles M6A disputant les épreuves de CanAm. Deux petits volets ont été fixés sur le nez des deux voitures et un déflecteur a été ajouté sur le capot arrière. Leur moteur V8 Cosworth DFV est accouplé à une boîte «cinq» Hewland FG400. Elles pèsent environ 515 kg à vide et sont chaussées de pneus Goodyear.
- McLaren M5A privée

Joakim Bonnier pilote la McLaren M5A à moteur V12 BRM, qu'il a rachetée au pilote-constructeur en début de saison. Cette monoplace de 535 kg, dotée d'une boîte «cinq» Hewland, est équipée de pneus Goodyear.
- Matra MS10 & MS11 "Usine"

Comme à Monaco, Matra Sports a amené ses deux MS11 à moteur V12 pour Jean-Pierre Beltoise, la plus récente faisant office de mulet. Ces monoplaces de près de 600 kg ont une puissance de 395 chevaux à 10500 tr/min. Jackie Stewart n'est pas totalement remis de sa blessure au poignet droit mais effectue son retour en course (il pilotera avec avant-bras gainé) au volant d'une des deux MS10 préparées par Matra Internationale, l'une servant de voiture de réserve. Contrairement à la MS11 dont la réalisation est 100% française et dont le V12 est fixé sur un berceau intégré à la coque, la MS10 est animée par un V8 Cosworth DFV fixé à l'arrière du cockpit, le moteur étant porteur. Les parties avant des deux modèles ainsi que les suspensions sont pratiquement identiques, mais la MS10 (qui pèse environ 550 kg) utilise une «cinq» Hewland DG300 alors que l'on trouve une FG400 sur la MS11. Les Matra sont maintenant pourvues de petits déflecteurs à l'avant. Leurs pneus sont des Dunlop. 

## Coureurs inscrits
| no  | Pilote               | Écurie                      | Constructeur | Modèle         | N° châssis | Moteur               | Pneumatiques |
| --- | -------------------- | --------------------------- | ------------ | -------------- | ---------- | -------------------- | ------------ |
| 1   | Graham Hill          | Gold Leaf Team Lotus        | Lotus        | Lotus 49B      | 49 R5      | Ford Cosworth DFV V8 | F            |
| 2   | Jackie Oliver        | Gold Leaf Team Lotus        | Lotus        | Lotus 49B      | 49 R6      | Ford Cosworth DFV V8 | F            |
| 3   | Joseph Siffert       | Rob Walker/Jack Durlacher   | Lotus        | Lotus 49       | 49 R2      | Ford Cosworth DFV V8 | F            |
| 5   | Bruce McLaren        | Bruce McLaren Motor Racing  | McLaren      | McLaren M7A    | M7A/3      | Ford Cosworth DFV V8 | G            |
| 6   | Denny Hulme          | Bruce McLaren Motor Racing  | McLaren      | McLaren M7A    | M7A/2      | Ford Cosworth DFV V8 | G            |
| 7   | Jackie Stewart       | Matra International         | Matra        | Matra MS10     | MS10-02    | Ford Cosworth DFV V8 | D            |
| 7T  | Jackie Stewart       | Matra International         | Matra        | Matra MS10     | MS10-01    | Ford Cosworth DFV V8 | D            |
| 10  | Jean-Pierre Beltoise | Matra Sports                | Matra        | Matra MS11     | MS11-01    | Matra MS9 V12        | D            |
| 10T | Jean-Pierre Beltoise | Matra Sports                | Matra        | Matra MS11     | MS11-02    | Matra MS9 V12        | D            |
| 11  | Pedro Rodríguez      | Owen Racing Organisation    | BRM          | BRM P133       | P133/01    | BRM P101 V12         | G            |
| 12  | Richard Attwood      | Owen Racing Organisation    | BRM          | BRM P126       | P126/03    | BRM P101 V12         | D            |
| 14  | Piers Courage        | Reg Parnell Racing          | BRM          | BRM P126       | P126/01    | BRM P101 V12         | D            |
| 15  | Lucien Bianchi       | Cooper Car Company          | Cooper       | Cooper T86 B   | F1-1-68    | BRM P101 V12         | F            |
| 16  | Brian Redman         | Cooper Car Company          | Cooper       | Cooper T86 B   | F1-2-68    | BRM P101 V12         | F            |
| 17  | Joakim Bonnier       | Joakim Bonnier Racing Team  | McLaren      | McLaren M5A    | M5A/1      | BRM P101 V12         | G            |
| 18  | Jack Brabham         | Brabham Racing Organisation | Brabham      | Brabham BT26   | BT26/1     | Repco 860 V8         | G            |
| 19  | Jochen Rindt         | Brabham Racing Organisation | Brabham      | Brabham BT26   | BT26/2     | Repco 860 V8         | G            |
| 20  | John Surtees         | Honda R&D Company           | Honda        | Honda RA301    | F-801      | Honda RA301E V12     | F            |
| 21  | Dan Gurney           | Anglo-American Racers       | Eagle        | Eagle T1G      | 104        | Eagle Mark 1A V12    | G            |
| 22  | Chris Amon           | SpA Ferrari SEFAC           | Ferrari      | Ferrari 312/67 | 312/0007   | Ferrari 242 V12      | F            |
| 22T | Chris Amon           | SpA Ferrari SEFAC           | Ferrari      | Ferrari 312/68 | 312/0011   | Ferrari 242C V12     | F            |
| 23  | Jacky Ickx           | SpA Ferrari SEFAC           | Ferrari      | Ferrari 312/67 | 312/0003   | Ferrari 242 V12      | F            |

- La lettre T accolée au numéro désigne la voiture de réserve («Test car», en anglais).

## Qualifications
Deux séances qualificatives sont organisées, les vendredi et samedi après-midi précédant la course.

### Première séance qualificative - vendredi 7 juin
Malgré un ciel légèrement couvert, les conditions de piste sont idéales (temps frais et sec) lorsque commence la première session qualificative, le vendredi à dix-sept heures. La voiture de Jackie Oliver  n'est pas encore arrivée aussi la jeune recrue du Team Lotus se retrouve-t-elle à pied. Jack Brabham n'aura pas non plus l'occasion de boucler un tour lancé, le pilote-constructeur étant immobilisé à cause d'un siège de soupape endommagé peu après sa sortie des stands. Durant la première demi-heure, la plupart des pilotes tournent prudemment, s'assurant que leurs monoplaces sont correctement réglées pour les hautes vitesses. Chris Amon sera le premier à établir un temps de référence, à plus de 237 km/h de moyenne, au volant de sa Ferrari équipée d'un aileron arrière fixe. Malgré un poignet droit encore douloureux, emprisonné dans une gaine rigide pour lui permettre de piloter, Jackie Stewart ne tarde pas se hisser en haut de la hiérarchie, accomplissant sur sa Matra un tour à 239 km/h. Ce n'est qu'en toute fin de séance qu'Amon, cette fois à bord de son mulet, parviendra à devancer son rival écossais, à 243,3 km/h de moyenne. Il échoue toutefois à une demi-seconde du temps réalisé par Jim Clark l'année précédente. Son coéquipier Jacky Ickx (qui a rapidement fait démonter son aileron arrière) a réalisé le troisième meilleur temps, à près de six secondes. Il précède la Honda de John Surtees et les deux McLaren. Parmi les favoris, Graham Hill n'a pu défendre ses chances, sa boîte de vitesses s'étant bloquée avant qu'il n'ait pu accomplir un tour rapide.

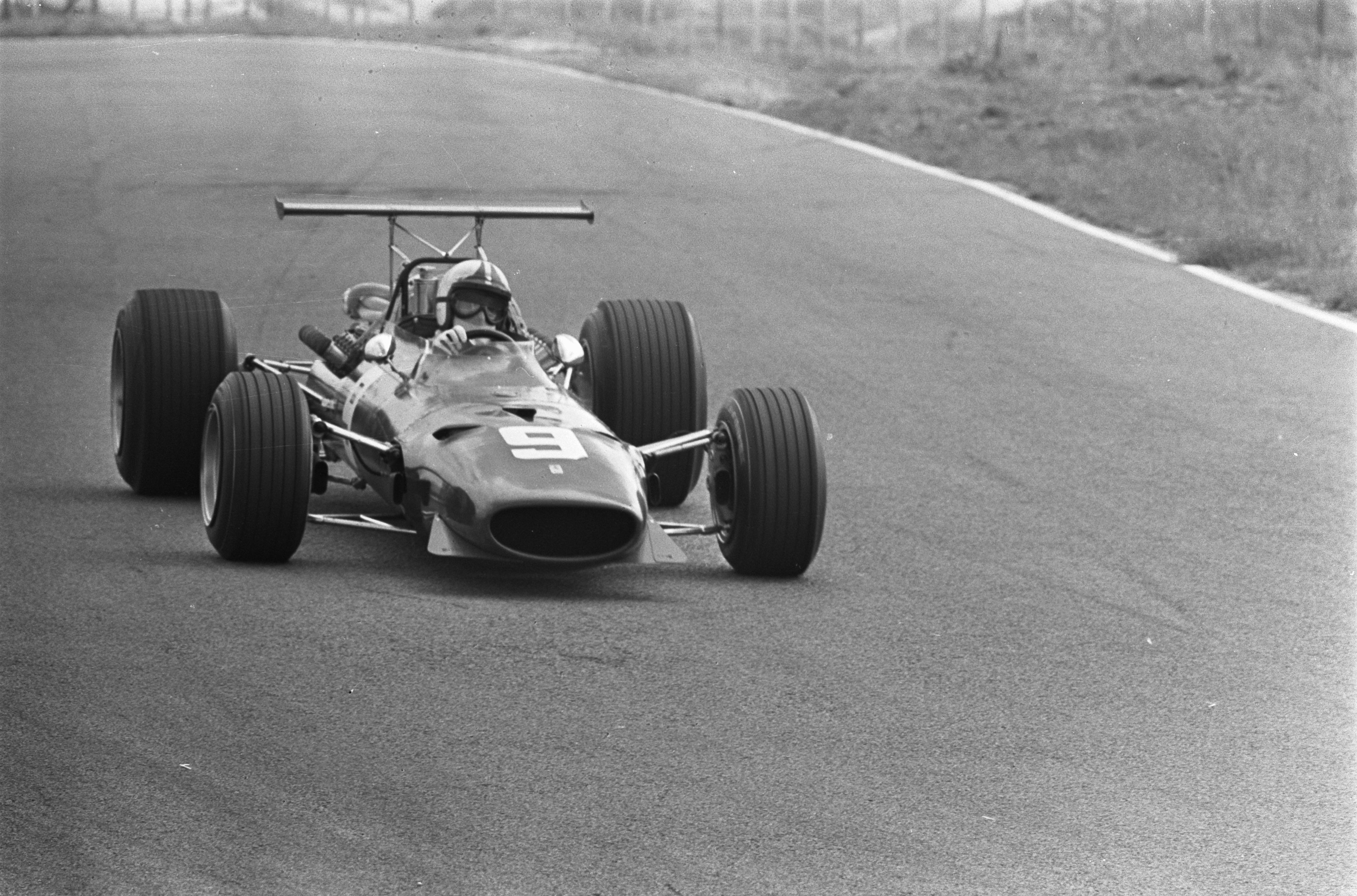
La Ferrari 312 de Chris Amon (ici sur le circuit de Zandvoort), meilleur temps de la première séance qualificative.

| Pos. | Pilote               | Écurie        | Temps        | Écart          |
| ---- | -------------------- | ------------- | ------------ | -------------- |
| 1    | Chris Amon           | Ferrari       | 3 min 28 s 6 |                |
| 2    | Jackie Stewart       | Matra-Ford    | 3 min 32 s 3 | + 3 s 7        |
| 3    | Jacky Ickx           | Ferrari       | 3 min 34 s 3 | + 5 s 7        |
| 4    | John Surtees         | Honda         | 3 min 35 s 0 | + 6 s 4        |
| 5    | Denny Hulme          | McLaren-Ford  | 3 min 35 s 4 | + 6 s 8        |
| 6    | Bruce McLaren        | McLaren-Ford  | 3 min 37 s 1 | + 8 s 5        |
| 7    | Piers Courage        | BRM           | 3 min 37 s 2 | + 8 s 6        |
| 8    | Pedro Rodríguez      | BRM           | 3 min 37 s 8 | + 9 s 2        |
| 9    | Joseph Siffert       | Lotus-Ford    | 3 min 39 s 0 | + 10 s 4       |
| 10   | Brian Redman         | Cooper-BRM    | 3 min 41 s 4 | + 12 s 8       |
| 11   | Richard Attwood      | BRM           | 3 min 45 s 2 | + 16 s 6       |
| 12   | Lucien Bianchi       | Cooper-BRM    | 3 min 45 s 9 | + 17 s 3       |
| 13   | Jean-Pierre Beltoise | Matra         | 3 min 52 s 9 | + 24 s 3       |
| 14   | Graham Hill          | Lotus-Ford    | 4 min 06 s 1 | + 37 s 5       |
| 15   | Jochen Rindt         | Brabham-Repco | 8 min 04 s 0 | + 4 min 35 s 4 |
| 16   | Joakim Bonnier       | McLaren-BRM   | 9 min 02 s 2 | + 5 min 33 s 6 |

### Deuxième séance qualificative - samedi 8 juin
La pluie se met à tomber le samedi après-midi et la piste est déjà totalement détrempée lorsque commence la deuxième séance qualificative, alors que l'on vient d'apprendre la disparition de Ludovico Scarfiotti (en contrat cette saison avec Cooper en F1 et avec Porsche pour les épreuves de voitures de sport), victime d'une sortie de route lors des entraînements de la course de côte Rossfeld. Le circuit ardennais est particulièrement dangereux dans ces conditions, les projections d'eau des monoplaces réduisant la visibilité à vingt mètres. En certains endroits, de petits ruisseaux se forment, traversant la piste. Certains pilotes, dont le champion en titre Denny Hulme, vont renoncer à tourner et seulement onze voitures sortiront des stands. Brabham est absent, s'étant rendu en Angleterre pour se procurer un moteur de rechange, les organisateurs lui ayant assuré une place en fond de grille en l'absence de temps de qualification, alors qu'ils exigent que les pilotes moins expérimentés accomplissent un minimum de cinq tours. Oliver a enfin reçu sa voiture et tourne assidument. Il réalisera le troisième meilleur temps de la session, à seulement quelques dixièmes de seconde de Pedro Rodríguez (sur BRM), qui passe pour l'un des meilleurs spécialistes sous la pluie. Le héros de la journée sera cependant Surtees, qui va nettement dominer tous ses adversaires et accomplir un tour à plus de 192,5 km/h de moyenne, battant Rodríguez de six secondes et demie ! Nous sommes toutefois très loin des temps obtenus la veille, sur piste sèche, qui vont déterminer l'ordre de la grille de départ, hormis pour Jochen Rindt (Brabham) et Joakim Bonnier (McLaren), qui n'avaient pu accomplir une boucle lancée le vendredi. Amon s'élancera donc en pole position au côté de Surtees et de Ickx, Surtees partageant la deuxième ligne avec Hulme.
| Pos. | Pilote          | Écurie        | Temps        | Écart          |
| ---- | --------------- | ------------- | ------------ | -------------- |
| 1    | John Surtees    | Honda         | 4 min 23 s 6 |                |
| 2    | Pedro Rodríguez | BRM           | 4 min 30 s 1 | + 6 s 5        |
| 3    | Jackie Oliver   | Lotus-Ford    | 4 min 30 s 8 | + 7 s 2        |
| 4    | Joakim Bonnier  | McLaren-BRM   | 4 min 34 s 3 | + 10 s 7       |
| 5    | Jo Siffert      | Lotus-Ford    | 4 min 36 s 8 | + 13 s 2       |
| 6    | Jochen Rindt    | Brabham-Repco | 4 min 46 s 7 | + 23 s 1       |
| 7    | Graham Hill     | Lotus-Ford    | 4 min 48 s 1 | + 24 s 5       |
| 8    | Jacky Ickx      | Ferrari       | 4 min 54 s 2 | + 30 s 6       |
| 9    | Brian Redman    | Cooper-BRM    | 5 min 06 s 3 | + 22 s 7       |
| 10   | Richard Attwood | BRM           | 5 min 07 s 2 | + 23 s 6       |
| 11   | Lucien Bianchi  | Cooper-BRM    | 5 min 57 s 5 | + 1 min 13 s 9 |

### Tableau final des qualifications
| Pos. | Pilote               | Écurie        | Temps        | Écart          | Commentaire               |
| ---- | -------------------- | ------------- | ------------ | -------------- | ------------------------- |
| 1    | Chris Amon           | Ferrari       | 3 min 28 s 6 |                | temps réalisé le vendredi |
| 2    | Jackie Stewart       | Matra-Ford    | 3 min 32 s 3 | + 3 s 7        | temps réalisé le vendredi |
| 3    | Jacky Ickx           | Ferrari       | 3 min 34 s 3 | + 5 s 7        | temps réalisé le vendredi |
| 4    | John Surtees         | Honda         | 3 min 35 s 0 | + 6 s 4        | temps réalisé le vendredi |
| 5    | Denny Hulme          | McLaren-Ford  | 3 min 35 s 4 | + 6 s 8        | temps réalisé le vendredi |
| 6    | Bruce McLaren        | McLaren-Ford  | 3 min 37 s 1 | + 8 s 5        | temps réalisé le vendredi |
| 7    | Piers Courage        | BRM           | 3 min 37 s 2 | + 8 s 6        | temps réalisé le vendredi |
| 8    | Pedro Rodríguez      | BRM           | 3 min 37 s 8 | + 9 s 2        | temps réalisé le vendredi |
| 9    | Joseph Siffert       | Lotus-Ford    | 3 min 39 s 0 | + 10 s 4       | temps réalisé le vendredi |
| 10   | Brian Redman         | Cooper-BRM    | 3 min 41 s 4 | + 12 s 8       | temps réalisé le vendredi |
| 11   | Richard Attwood      | BRM           | 3 min 45 s 2 | + 16 s 6       | temps réalisé le vendredi |
| 12   | Lucien Bianchi       | Cooper-BRM    | 3 min 45 s 9 | + 17 s 3       | temps réalisé le vendredi |
| 13   | Jean-Pierre Beltoise | Matra         | 3 min 52 s 9 | + 24 s 3       | temps réalisé le vendredi |
| 14   | Graham Hill          | Lotus-Ford    | 4 min 06 s 1 | + 37 s 5       | temps réalisé le vendredi |
| 15   | Jackie Oliver        | Lotus-Ford    | 4 min 30 s 8 | + 1 min 02 s 2 | temps réalisé le samedi   |
| 16   | Joakim Bonnier       | McLaren-BRM   | 4 min 34 s 3 | + 1 min 05 s 7 | temps réalisé le samedi   |
| 17   | Jochen Rindt         | Brabham-Repco | 4 min 46 s 7 | + 1 min 18 s 1 | temps réalisé le samedi   |
| 18   | Jack Brabham         | Brabham-Repco | pas de temps |                |                           |

## Grille de départ
| 1re ligne | Pos. 1                       |                            | Pos. 2                      |                            | Pos. 3                      |
|           | Amon Ferrari 3 min 28 s 6    |                            | Stewart Matra 3 min 32 s 3  |                            | Ickx Ferrari 3 min 34 s 3   |
| 2e ligne  |                              | Pos. 4                     |                             | Pos. 5                     |                             |
|           |                              | Surtees Honda 3 min 35 s 0 |                             | Hulme McLaren 3 min 35 s 4 |                             |
| 3e ligne  | Pos. 6                       |                            | Pos. 7                      |                            | Pos. 8                      |
|           | McLaren 3 min 37 s 1         |                            | Courage BRM 3 min 37 s 2    |                            | Rodríguez BRM 3 min 37 s 8  |
| 4e ligne  |                              | Pos. 9                     |                             | Pos. 10                    |                             |
|           |                              | Siffert Lotus 3 min 39 s 0 |                             | Redman Cooper 3 min 41 s 4 |                             |
| 5e ligne  | Pos. 11                      |                            | Pos. 12                     |                            | Pos. 13                     |
|           | Attwood BRM 3 min 45 s 2     |                            | Bianchi Cooper 3 min 45 s 9 |                            | Beltoise Matra 3 min 52 s 9 |
| 6e ligne  |                              | Pos. 14                    |                             | Pos. 15                    |                             |
|           |                              | G. Hill Lotus 4 min 06 s 1 |                             | Oliver Lotus 4 min 30 s 8  |                             |
| 7e ligne  | Pos. 16                      |                            | Pos. 17                     |                            | Pos. 18                     |
|           | Bonnier McLaren 4 min 34 s 3 |                            | Rindt Brabham 4 min 46 s 7  |                            | Brabham pas de temps        |

## Déroulement de la course

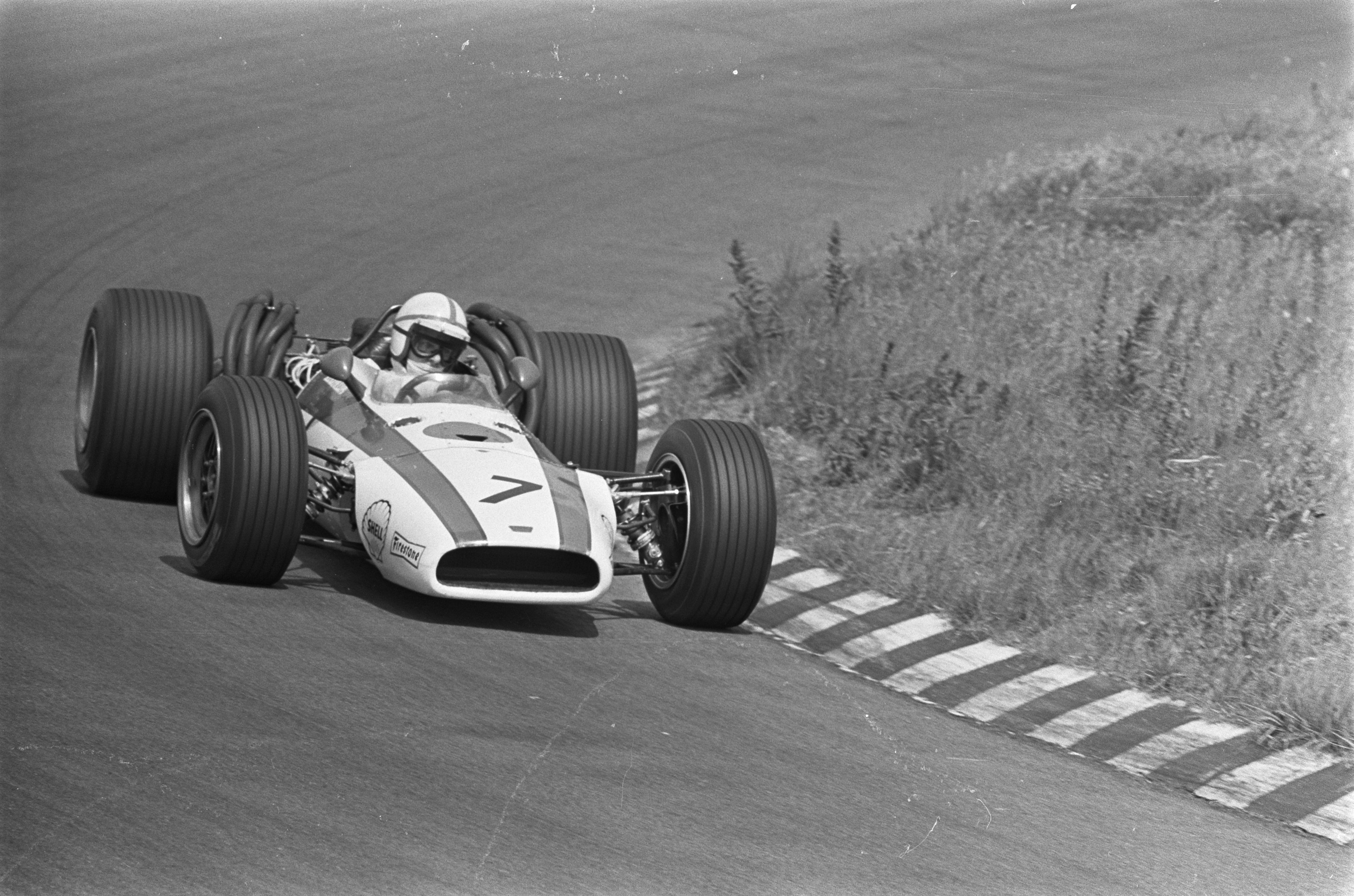
Au volant de sa Honda, John Surtees (vu ici à Zandvoort) a dominé tous ses adversaires sur le circuit de Spa-Francorchamps. Le pilote britannique s'était construit une avance de dix-huit secondes avant que sa suspension arrière ne lâche.

La piste a séché depuis le veille, mais le temps reste menaçant le dimanche. N'ayant pu régler l'incidence des appendices aérodynamiques de sa Lotus sur piste sèche, Graham Hill a préféré les faire démonter pour la course. Malgré le ciel toujours couvert, tous les concurrents ont choisi des pneus pour le sec lorsque le départ est donné, à 15h30. Placé au centre de la première ligne Jackie Stewart noie le moteur de sa Matra et perd quelques places, tandis que les deux Ferrari de Chris Amon et Jacky Ickx prennent immédiatement la tête. Au sommet du raidillon, les deux voitures rouges mènent toujours, devant la Honda de John Surtees et la McLaren de Denny Hulme. Amon repasse le premier devant les stands, avec une seconde d'avance sur Surtees qui a dépassé Ickx au freinage du virage de La Source. Quatrième, Hulme est à trois secondes ; il compte plusieurs longueurs d'avance sur Stewart, remonté en cinquième position. Le peloton est un peu plus loin, emmené par les BRM de Pedro Rodríguez et Piers Courage. Gêné au départ, Bruce McLaren (McLaren) n'occupe que le onzième rang. Au cours du deuxième tour, Amon rattrape la McLaren de Joakim Bonnier, qui roule à faible allure, une roue arrière étant mal serrée ; surpris, le pilote Ferrari a un moment d'hésitation dont profite Surtees pour s'emparer du commandement de la course. Le Britannique ne parvient cependant pas à se détacher, la monoplace italienne restant «soudée» à ses échappements. Ickx, troisième, est tout près de son coéquipier, tandis que quelques secondes plus loin Hulme a été rejoint par Stewart. Derrière eux le peloton s'est scindé,  avec un premier trio composé des BRM de Courage et Rodríguez et de la Lotus de Joseph Siffert. Jochen Rindt, qui occupait la neuvième place, a nettement ralenti et va s'arrêter à son stand, le moteur de sa Brabham chauffant exagérément. Il repartira très attardé, mais n'accomplira que quelques boucles supplémentaires avant de renoncer définitivement. C'est désormais McLaren, qui vient de dépasser la Lotus de Hill, qui emmène le reste des poursuivants. L'allure est très élevée, les leaders tournant à plus de 240 km/h de moyenne. Ickx ne va cependant pas suivre longtemps le rythme de son coéquipier, son V12 Ferrari commençant à avoir des ratés. Le jeune espoir belge est bientôt rattrapé par Hulme et Stewart, qui le dépassent au cours du cinquième tour. À la fin de celui-ci, Surtees et Amon, toujours roues dans roues, comptent plus de huit secondes d'avance sur Stewart, qui vient de doubler le champion du monde. Cinquième, Ickx perd progressivement du terrain mais conserve une bonne marge sur Siffert, qui a pris l'avantage sur les BRM de Rodríguez et Courage, maintenant talonnées par McLaren. Ce groupe de quatre voitures compte déjà près d'une demi-minute de retard sur la Honda de tête. Peu après, la casse d'un demi-arbre contraint Hill à l'abandon. Alors que Surtees et Amon continuent à batailler pour la première place, Hulme reprend l'avantage sur Stewart. Alors que le quart de la course n'est pas encore atteint, la suspension de la Cooper de Brian Redman s'affaisse alors que le pilote britannique aborde le virage des Combes ; sa voiture quitte brutalement la route, défonce le muret de protection et atterrit sur le toit d'une voiture garée en contrebas. Inconscient, Redman est rapidement extrait de sa voiture en flammes par des commissaires de piste présents sur les lieux. Il souffre d'une fracture ouverte au bras et de brûlures superficielles. Au même moment, Jack Brabham et Richard Attwood se retirent également, le pilote-constructeur pour un problème d'accélérateur alors qu'une Durit d'huile a lâché sur la BRM du second. Amon se maintient dans le sillage de la Honda jusqu'au huitième tour, au cours duquel une pierre vient percer son radiateur d'huile ; il s'arrête aussitôt à son stand mais, le ravitaillement en lubrifiant étant interdit, n'en repartira pas.

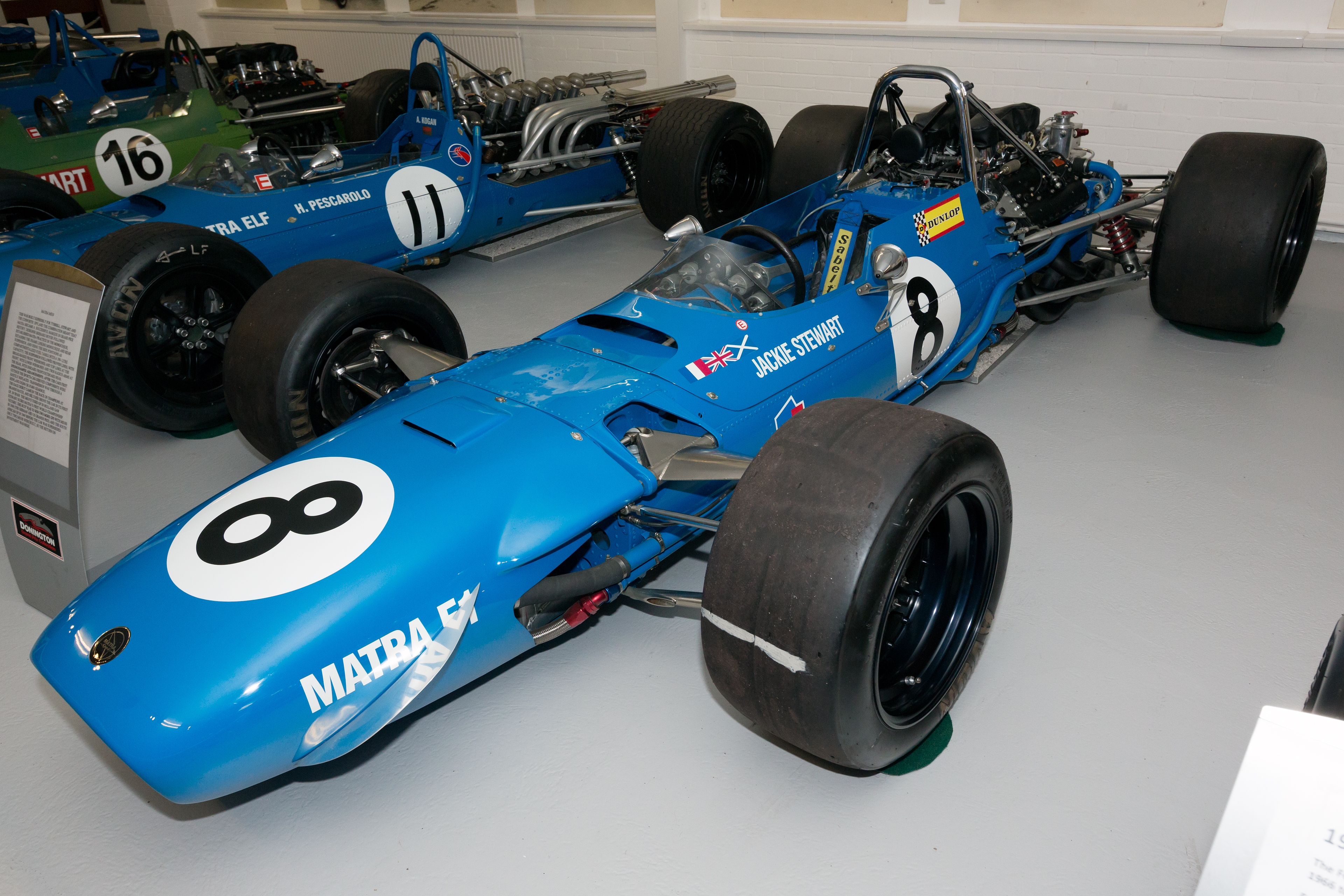
La Matra MS10 de Jackie Stewart, qui avait course gagnée avant de tomber en panne sèche à un tour de l'arrivée.

Surtees mène maintenant avec une quinzaine de secondes d'avance sur Stewart et Hulme, toujours en pleine bagarre. Quatrième, Ickx compte près d'une demi-minute de retard et ne compte plus qu'une dizaine de secondes de marge sur le groupe composé de Rodríguez, Courage, McLaren et Siffert. Grâce aux nombreux abandons, Jackie Oliver (Lotus) est neuvième, à deux minutes et demie toutefois du premier. Des problèmes d'embrayage apparaissent sur la Lotus de Siffert et le pilote suisse commence à perdre beaucoup de terrain. À la fin du dixième tour, l'avance de l'homme de tête atteint dix-huit secondes et nul ne semble en mesure de lui contester la victoire. Mais alors que la Honda approche de Malmédy, une attache de triangle de suspension arrière se rompt et c'est au ralenti que Surtees regagne son stand pour abandonner. Hulme se retrouve au commandement, Stewart dans sa roue. McLaren a rattrapé vient alors de dépasser Ickx, qui est maintenant talonné par Courage ; Rodríguez a perdu le contact avec ce groupe et suit à quelque distance. Stewart  prend la tête au cours du douzième tour, mais Hulme se maintient dans son sillage. Courage ne tarde pas à dépasser la Ferrari, se retrouvant dans les roues de McLaren qui a légèrement baissé l'allure, Rodríguez en profitant pour revenir sur les trois voitures qui le précèdent. Il va ensuite doubler coup sur coup Ickx et Courage, avant de prendre la troisième place à McLaren alors qu'on atteint la mi-course. Hulme est alors à une demi-seconde de Stewart, tous deux comptant une demi-minute d'avance sur leurs poursuivants. Malgré ses problèmes d'embrayage, Siffert se maintient à la septième place, mais compte désormais plus d'une minute de retard tandis qu'Oliver, huitième, est sur le point d'être rattrapé par les leaders. Hulme attaque et reprend la tête au quinzième tour mais au suivant il manque son freinage à l'épingle de la source, se met en travers, permettant à Stewart de reprendre l'avantage avec deux secondes d'avance. Hulme ne baisse cependant pas les bras et continue à attaquer mais, malgré ses efforts, ne parvient pas à réduire l'écart. De son côté, McLaren a repris la troisième place à Rodríguez. À la fin du dix-huitième tour, Stewart passe seul devant les stands. McLaren et Rodríguez suivent à trente-cinq secondes, précédant de quelques longueurs Courage, puis vient Ickx. Hulme arrive ensuite au ralenti : son cardan gauche a lâché et le champion du monde regagne son box pour abandonner. L'intérêt de la course se reporte sur la bataille entre pour la deuxième place, McLaren tentant de se maintenir devant les BRM de Rodríguez et Courage. Ickx n'est pas loin derrière, mais les dysfonctionnements de son moteur l'empêchent pas de participer à la lutte. Le pilote mexicain reprend quelque temps la deuxième place et parviendra à creuser un léger écart sur ses suivants mais à la fin du vingt-deuxième tour McLaren est repassé devant. Le moteur de Courage a perdu de sa puissance et le Britannique est passé à faible allure, ayant laissé passer la Ferrari. Il abandonnera une boucle plus tard. Stewart, qui compte alors trente-huit secondes d'avance, commence à lever le pied, n'étant plus menacé. Son avance sur McLaren et Rodríguez, toujours en pleine bagarre, va fondre progressivement mais, à deux tours de l'arrivée, l'Écossais semble avoir course gagnée, l'écart étant encore de vingt-cinq secondes. Mais alors que dans l'équipe Tyrrell on se prépare à fêter la victoire de l'Ecossais, le moteur de la Matra se coupe à la hauteur de Blanchimont, redémarre et s'éteint à nouveau deux-cents mètres plus loin, en panne sèche. C'est en roue libre que Stewart va terminer l'avant-dernier tour, avant de s'engouffrer dans son stand pour un bref ravitaillement. McLaren, qui a désormais quelques secondes d'avance sur la BRM (dont le pilote a légèrement ralenti, alerté par sa jauge de carburant), arrive peu après et prend la tête alors que Stewart ne parvient pas à remettre son moteur en marche, la pompe d'alimentation étant désamorcée. McLaren n'a pas vu la Matra arrêtée et ignore qu'il mène la course. C'est avec douze secondes d'avance sur Rodríguez qu'il franchit la ligne d'arrivée, devenant le troisième pilote-constructeur (après Jack Brabham et Dan Gurney) à remporter un Grand Prix de championnat du monde. Le moteur de Jacky Ickx a tenu jusqu'au bout et le pilote belge prend la troisième place. Stewart est reparti après plusieurs minutes d'arrêt mais son dernier tour ne sera pas comptabilisé, car l'Écossais va mettre (arrêt compris) plus du double du temps record pour le boucler. Il sera néanmoins classé quatrième, devant la Lotus de Jackie Oliver et la Cooper de Lucien Bianchi, ces deux voitures ayant terminé très attardées.

### Classements intermédiaires
Classements intermédiaires des monoplaces aux premier, deuxième, troisième, cinquième, huitième, dixième, douzième, quinzième, dix-huitième, vingtième et vingt-cinquième tours,.

### Classement de la course

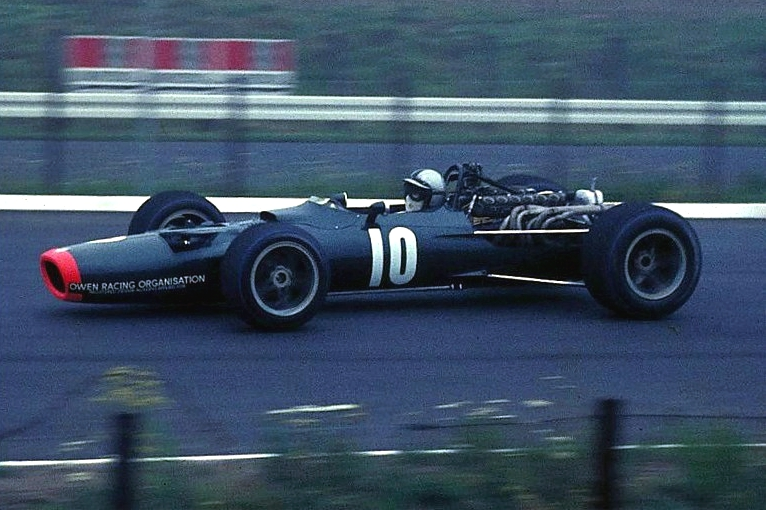
Au volant de sa BRM P133, Pedro Rodríguez (vu ici au Nürburgring) a terminé deuxième du Grand Prix de Belgique.

| Pos  | N° | Pilote               | Écurie        | Tours | Temps/Abandon                 | Grille | Points |
| ---- | -- | -------------------- | ------------- | ----- | ----------------------------- | ------ | ------ |
| 1    | 5  | Bruce McLaren        | McLaren-Ford  | 28    | 1 h 40 min 02 s 1             | 6      | 9      |
| 2    | 11 | Pedro Rodríguez      | BRM           | 28    | 1 h 40 min 14 s 2 (+ 12 s 1)  | 8      | 6      |
| 3    | 23 | Jacky Ickx           | Ferrari       | 28    | 1 h 40 min 41 s 7 (+ 39 s 6)  | 3      | 4      |
| 4    | 7  | Jackie Stewart       | Matra-Ford    | 27    | 1 h 36 min 23 s 7             | 2      | 3      |
| 5    | 2  | Jackie Oliver        | Lotus-Ford    | 26    | Transmission                  | 15     | 2      |
| 6    | 15 | Lucien Bianchi       | Cooper-BRM    | 26    | 1 h 40 min 13 s 2 (+ 2 tours) | 12     | 1      |
| 7    | 3  | Joseph Siffert       | Lotus-Ford    | 25    | Pression d'huile              | 9      |        |
| 8    | 10 | Jean-Pierre Beltoise | Matra         | 25    | 1 h 42 min 33 s 8 (+ 3 tours) | 13     |        |
| Abd. | 14 | Piers Courage        | BRM           | 22    | Moteur                        | 7      |        |
| Abd. | 6  | Denny Hulme          | McLaren-Ford  | 18    | Demi-arbre                    | 5      |        |
| Abd. | 20 | John Surtees         | Honda         | 11    | Suspension arrière            | 4      |        |
| Abd. | 22 | Chris Amon           | Ferrari       | 8     | Radiateur                     | 1      |        |
| Abd. | 16 | Brian Redman         | Cooper-BRM    | 6     | Accident                      | 11     |        |
| Abd. | 12 | Richard Attwood      | BRM           | 6     | Durit d'huile                 | 18     |        |
| Abd. | 18 | Jack Brabham         | Brabham-Repco | 6     | Accélérateur                  | 10     |        |
| Abd. | 1  | Graham Hill          | Lotus-Ford    | 5     | Demi-arbre                    | 14     |        |
| Abd. | 19 | Jochen Rindt         | Brabham-Repco | 5     | Moteur                        | 17     |        |
| Abd. | 17 | Jo Bonnier           | McLaren-BRM   | 1     | Perte d'une roue              | 16     |        |

- Légende : Abd.=Abandon

### Pole position et record du tour
- Pole position :  Chris Amon (Ferrari) en 3 min 28 s 6 (vitesse moyenne : 243,337 km/h). Temps réalisé lors de la séance d'essais du vendredi 7 juin[18].
- Meilleur tour en course :  John Surtees (Honda) en 3 min 30 s 5 (vitesse moyenne : 241,140 km/h) au cinquième tour.

#### Évolution du meilleur tour en course
Le meilleur tour fut amélioré six fois au cours de l'épreuve.

### Tours en tête
- Chris Amon : 1 tour (1)
- John Surtees : 9 tours (2-10)
- Denny Hulme : 2 tours (11 / 15)
- Jackie Stewart : 15 tours (12-14 / 16-27)
- Bruce McLaren : 1 tour (28)

## Classement général à l'issue de la course
- Attribution des points : 9, 6, 4, 3, 2, 1 respectivement aux six premiers de chaque épreuve.
- Pour la coupe des constructeurs, même barème et seule la voiture la mieux classée de chaque équipe inscrit des points.
- Le championnat est divisé en deux demi-saisons, seuls les cinq meilleurs résultats (sur six épreuves) étant retenus pour chaque partie[18].

| Pos. | Pilote               | Écurie  | Points | AFS | ESP | MON | BEL | NL | FRA | 1re ½ saison | GBR | ALL | ITA | CAN | USA | MEX | 2e ½ saison |
| ---- | -------------------- | ------- | ------ | --- | --- | --- | --- | -- | --- | ------------ | --- | --- | --- | --- | --- | --- | ----------- |
| 1    | Graham Hill          | Lotus   | 24     | 6   | 9   | 9   | -   |    |     | 24           |     |     |     |     |     |     |             |
| 2    | Denny Hulme          | McLaren | 10     | 2   | 6   | 2   | -   |    |     | 10           |     |     |     |     |     |     |             |
| 3    | Jim Clark            | Lotus   | 9      | 9   | -   | -   | -   |    |     | 9            |     |     |     |     |     |     |             |
|      | Bruce McLaren        | McLaren | 9      | -   | -   | -   | 9   |    |     | 9            |     |     |     |     |     |     |             |
| 5    | Richard Attwood      | BRM     | 6      | -   | -   | 6   | -   |    |     | 6            |     |     |     |     |     |     |             |
|      | Pedro Rodríguez      | BRM     | 6      | -   | -   | -   | 6   |    |     | 6            |     |     |     |     |     |     |             |
|      | Ludovico Scarfiotti  | Cooper  | 6      | -   | 3   | 3   | -   |    |     | 6            |     |     |     |     |     |     |             |
| 8    | Lucien Bianchi       | Cooper  | 5      | -   | -   | 4   | 1   |    |     | 5            |     |     |     |     |     |     |             |
| 9    | Jochen Rindt         | Brabham | 4      | 4   | -   | -   | -   |    |     | 4            |     |     |     |     |     |     |             |
|      | Brian Redman         | Cooper  | 4      | -   | 4   | -   | -   |    |     | 4            |     |     |     |     |     |     |             |
|      | Jacky Ickx           | Ferrari | 4      | -   | -   | -   | 4   |    |     | 4            |     |     |     |     |     |     |             |
| 12   | Chris Amon           | Ferrari | 3      | 3   | -   | -   | -   |    |     | 3            |     |     |     |     |     |     |             |
|      | Jackie Stewart       | Matra   | 3      | -   | -   | -   | 3   |    |     | 3            |     |     |     |     |     |     |             |
|      | Jean-Pierre Beltoise | Matra   | 3      | 1   | 2   | -   | -   |    |     | 3            |     |     |     |     |     |     |             |
| 15   | Jackie Oliver        | Lotus   | 2      | -   | -   | -   | 2   |    |     | 2            |     |     |     |     |     |     |             |

| Pos. | Écurie        | Points | AFS | ESP | MON | BEL | NL | FRA | 1re ½ saison | GBR | ALL | ITA | CAN | USA | MEX | 2e ½ saison |
| ---- | ------------- | ------ | --- | --- | --- | --- | -- | --- | ------------ | --- | --- | --- | --- | --- | --- | ----------- |
| 1    | Lotus-Ford    | 29     | 9   | 9   | 9   | 2   |    |     | 29           |     |     |     |     |     |     |             |
| 2    | McLaren-Ford  | 17     | -   | 6   | 2   | 9   |    |     | 17           |     |     |     |     |     |     |             |
| 3    | BRM           | 12     | -   | -   | 6   | 6   |    |     | 12           |     |     |     |     |     |     |             |
| 4    | Cooper-BRM    | 9      | -   | 4   | 4   | 1   |    |     | 9            |     |     |     |     |     |     |             |
| 5    | Ferrari       | 7      | 3   | -   | -   | 4   |    |     | 7            |     |     |     |     |     |     |             |
| 6    | Matra-Ford    | 6      | 1   | 2   | -   | 3   |    |     | 6            |     |     |     |     |     |     |             |
| 7    | Brabham-Repco | 4      | 4   | -   | -   | -   |    |     | 4            |     |     |     |     |     |     |             |
| 8    | McLaren-BRM   | 2      | 2   | -   | -   | -   |    |     | 2            |     |     |     |     |     |     |             |

## À noter
- 4e victoire en championnat du monde pour Bruce McLaren.
- 1re victoire en championnat du monde pour McLaren en tant que constructeur.
- 8e victoire en championnat du monde pour Ford Cosworth en tant que motoriste.
- 1re victoire en championnat du monde de Bruce McLaren sur une monoplace de sa conception (McLaren). Il rejoint ainsi le cercle fermé des pilotes-constructeurs victorieux en championnat du monde, comprenant Jack Brabham sur Brabham et Dan Gurney sur Eagle. Il s'était auparavant imposé sur une McLaren de Formule 1 lors de la Course des champions, hors championnat.